# بريت بلفنز
بريت بلفنز (بالإنجليزية: Bret Blevins)‏ هو رسام أمريكي، ولد في 13 أغسطس 1960 في بريسكوت في الولايات المتحدة.

## وصلات خارجية
- الموقع الرسمي